# Eduard de Westminster, Prinț de Wales
Eduard de Westminster (13 octombrie 1453 – 4 mai 1471), cunoscut ca Edward de Lancaster, a fost singurul fiu al regelui Henric al VI-lea al Angliei. A fost ucis în Bătălia de la Tewkesbury devenind singurul moștenitor aparent al Angliei care a murit în bătălie.